# Paul Kruger

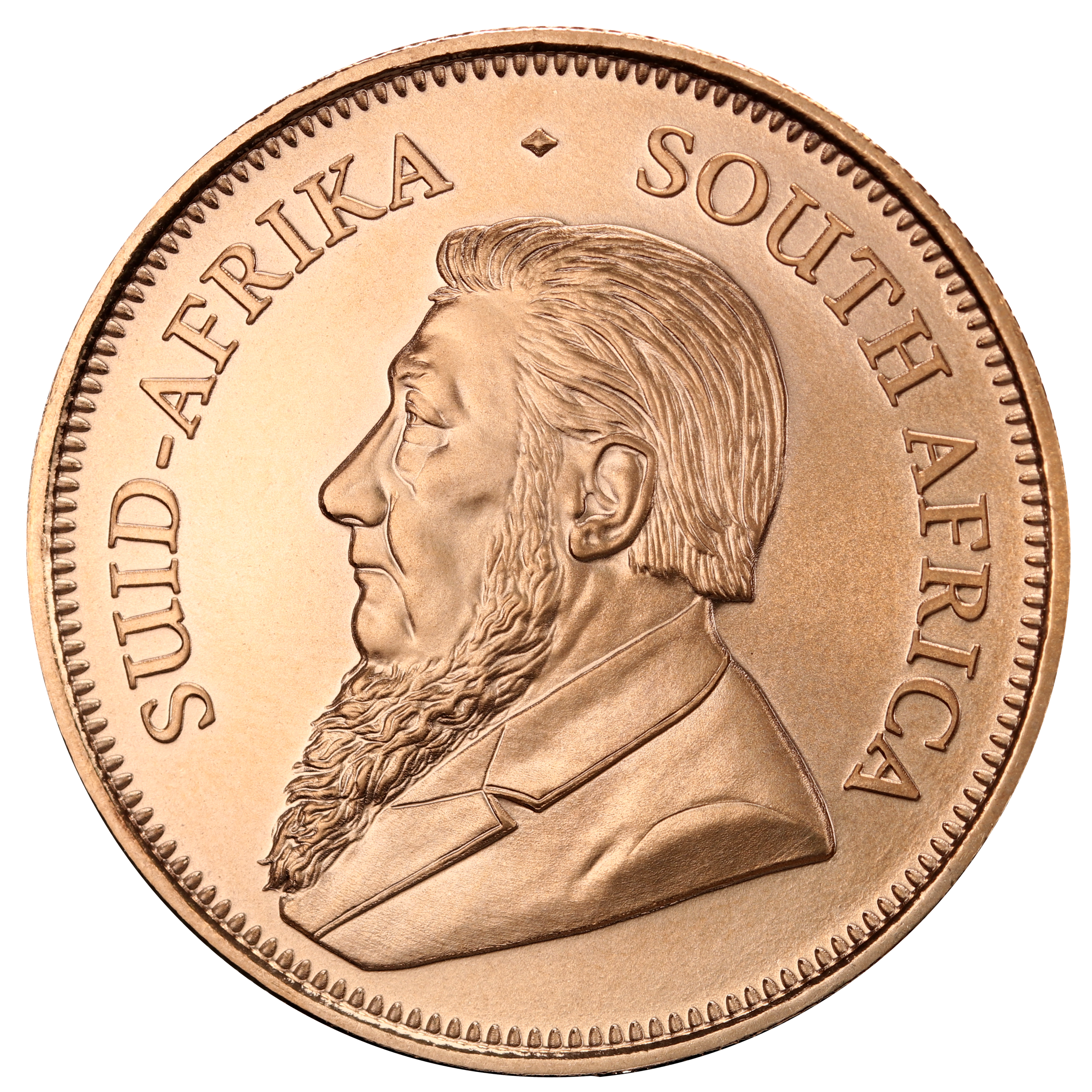
Paul Kruger finns avbildad på Krugerrand

Paul Kruger, Stephanus Johannes Paulus Kruger, kallad Oom Paul (afrikaans för Farbror Paul), född 10 oktober 1825 på gården Bulhoek nära Cradock, Kapprovinsen (i nuvarande Östra Kapprovinsen), död 14 juli 1904 i Montreux, Schweiz, var en sydafrikansk politiker och boerledare.

## Biografi
Kruger kom från en ansedd, ursprungligen tysk boersläkt. Under boernas utvandring till Orangeområdet fick Kruger som 11-åring delta en batalj med matabelerna och som 13-åring deltog han i slaget vid Blood river. 1839 deltog han i utvandringen till Transvaal och blev en av grundarna av denna stat. 1843 blev han fältkornett och som "kommendant" över en styrka på 150 man företog Kruger 1852 en expedition mot betsjuanhövdingen Sekele. 1864 hade han avancerat till arméns överbefälhavare. 1877 blev Kruger vicepresident. Då britterna samma år annekterade Transvaal, reste Kruger till Storbritannien och inlade en uppmärksammad protest. Han var själen i det framgångsrika upproret mot britterna 1880. 1883-1898 var han Sydafrikanska republikens president och omvaldes tre gånger och satt alltså fyra mandatperioder på posten.
Kruger var medlem av den strängt reformerta doppersekten. Hans bildning var ensidigt biblisk; Gamla testamentet utnyttjade han som lärobok till och med i krigskonst, britterna var filistéerna, boerna Guds egendomsfolk. Kruger var härsklysten men ytterst populär, delvis på grund av sin gästfrihet och verkningsfulla vältalighet. "Oom Paul" och "Aunt Sanny" (Krugers tredje fru, Susanna du Plessis) framstod som landsfader och landsmoder.
Då britterna under andra boerkriget intagit Pretoria, reste Kruger i oktober 1900 över Lourenco Marques till Europa för att skaffa stöd åt sitt folk. Den franske presidenten Émile Loubet och drottning Vilhelmina av Nederländerna mottog honom, han blev mycket hyllad men lyckades inte utverka något aktivt stöd.
År 1898 grundade Kruger Kruger nationalpark. Nationalparken är en av de största och äldsta av nationalparkerna i Afrika. Den täcker ungefär två miljoner hektar, är 350 kilometer lång längs med gränsen mot Moçambique och 60 kilometer bred, på ett ungefär. Det finns sex stora floder som leder igenom den och nästan 500 mil grusväg.
Kruger avled i exil i Schweiz och begravdes därefter i Pretoria.